# Teres I.
Teres I. byl zakladatel a první král Odryského království. Založil ho roku 460 př. n. l., když sjednotil zhruba čtyřicítku thráckých kmeny zhruba na území dnešního Bulharska. Bezprostředním impulsem byla patrně perská porážka v Řecku (Peršané měli kontrolu nad Thrákií od roku 516 př. n. l.). Byl znám především jako schopný válečník a podle většiny historiků na bitevním poli i zemřel, roku 445 př. n. l., během tažení proti vzpurnému thráckému kmeni Tribaliů. Na trůnu ho nahradil jeho syn Sitalkes, který pak zahájil válku s Makedonci.